# Pardubická krajská liga 2008/2009
Pardubické krajské ligy 2008/2009 se účastnilo 7 týmu. Pardubický kraj měl v soutěži pět zástupců: HC Slovan Moravská Třebová; HC Chrudim "B"; HC Hlinsko; HC Spartak Choceň a HC Litomyšl. Zbylé dva týmy tvořili zástupci z kraje Vysočina: HC Světlá nad Sázavou a HC Chotěboř.

## Medailové pozice
| Poř.             | Tým                        |
| ---------------- | -------------------------- |
| Zlatá medaile    | HC Světlá nad Sázavou      |
| Stříbrná medaile | HC Slovan Moravská Třebová |
| Bronzová medaile | HC Chotěboř                |